# Psychomyia ivanovi
Psychomyia ivanovi är en nattsländeart som beskrevs av Schmid 1997. Psychomyia ivanovi ingår i släktet Psychomyia och familjen tunnelnattsländor. Inga underarter finns listade i Catalogue of Life.